# 称文镇
称文镇是中国青海省玉树藏族自治州称多县下辖的一个镇。面积880平方公里，人口约1万。

## 行政区划
称文镇下辖以下地区：
称文社区、宋当村、卡恩村、智君村、白龙村、岗茸村、拉贡村、赛河村、阿多村、者贝村、雪吾村和芒查村。

## 建置沿革
原称文乡：1952年设成文肖格。1963年，设称文乡。
原赛河乡：1959年成立赛河公社，1963年改设赛河乡。
2001年10月15日，赛河乡和称文乡合并为称文镇。